# Panzerkampfwagen VI Tiger

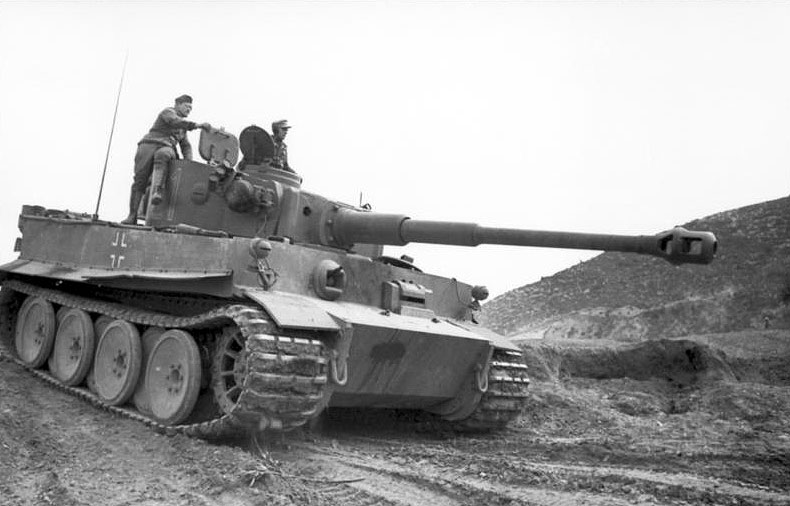
Um Panzer VI (Tiger Ausf H1, modelo inicial de produção) na Tunísia.

O Panzerkampfwagen VI Ausf. E (Tiger I) foi um tanque pesado da Segunda Guerra Mundial, desenvolvido pela Alemanha Nazista.
O conceito do tanque Tiger I teve a sua origem em 1937, quando se fizeram estudos sobre tanques mais pesados que os Panzer III e Panzer IV. Esses planos ficaram congelados até que em 1940 foram analisados os tanques pesados franceses Char B1 capturados durante a invasão da França, tendo-se decidido reativar o programa de tanque pesado alemão.
Ocorreram vários reveses no processo de escolha dos modelos apresentados, o VK4501(P) da Porsche e o VK4501(H) da Henschel. Foram construídos protótipos dos dois tanques e o modelo da Henschel foi considerado mais simples de fabricar, tendo sido colocada uma encomenda para 1.300 unidades.
A especificação exigia que o tanque tivesse capacidade para passagem de rios com profundidade de até 4 metros, por isso os primeiros 495 veículos tinham essa capacidade, a qual deixou de ser incluída para aumentar o ritmo de produção. Suas principais vantagens estavam na potencia do canhão de 88 milímetros, capaz de destruir qualquer carro de combate da época, e na sua blindagem, a qual suportava impactos de diversos tipos de canhões de alto calibre, porém suas desvantagens apareceram em seu curto alcance operacional, baixa velocidade de rotação transversal do canhão, além de sua confiabilidade, a qual apresentavam problemas com frequência, imobilizando o tanque. Diversos Tigers, quando imobilizados por problemas mecânicos ou falta de combustível, foram destruídos pela própria tripulação para evitar cair em posse do inimigo. 